# ジョン・セインティ (貴族院書記官)
サー・ジョン・クリストファー・セインティ（英語: Sir John Christopher Sainty KCB FSA FRHistS、1934年 - 2025年6月8日）は、イギリスの官僚。1983年から1990年まで貴族院書記官を務めた。

## 略歴
1934年に生まれた。ウィンチェスター・カレッジとオックスフォード大学ニュー・カレッジで教育を受け、1965年に結婚した。
1959年に貴族院書記局に入り、1963年に貴族院院内総務および与党貴族院院内幹事長付秘書官に就任、2年間務めた。その後は議事録秘書官（Clerk of the Journals）を務め、1970年に貴族院を出てロンドン大学歴史学研究所で働いた。のちにロンドン大学歴史学研究所の名誉フェローに選出された。
1974年7月に貴族院に戻り、議事録秘書官およびReading Clerkに就任した。1983年7月27日に貴族院書記官に任命された。
1986年女王誕生日記念叙勲の一環として、1986年6月14日にバス勲章ナイト・コマンダーを授与された。
1990年6月に貴族院院内総務の第2代ベルステッド男爵を代表として同年12月31日付で貴族院書記官を退任することを発表した。
1990年12月11日に王立手稿史料委員会の委員（任期7年）に任命された。1997年12月4日に任期5年で再任された。
ロンドン考古協会フェロー、王立歴史協会フェローに選出されている。
2025年6月8日死去。90歳没。

## 著作
歴史研究においては17世紀から20世紀までのイギリスで官職についていた人物に興味を持ち、1960年に貴族院記録局のメモランダム25号として1660年から1900年までの貴族院書記局の書記官に関する情報をまとめたのを皮切りに、2012年までに近世から現代までのイギリスにおける官職の就任者リストを多数出版している。例として1660年から1870年までの大蔵省、商務庁、海軍本部官僚、アイルランドとスコットランドの貴族代表議員などがある。
1970年代に議会史の学会誌を創設しようとして失敗したが、1982年にParliamentary Historyが創刊されるきっかけになり、さらに編集顧問委員会の委員、のち理事（trustee）を務めた。

## 関連図書
- Pownall, Michael (February 2013). "Sir John Sainty and the House of Lords, 1959-90". Parliamentary History (英語). 32 (1): 8–15. doi:10.1111/1750-0206.12003. ISSN 0264-2824。

| 官職                        | 官職                         | 官職                              |
| --------------------------- | ---------------------------- | --------------------------------- |
| 先代 ピーター・ヘンダーソン | 貴族院書記官 1983年 – 1990年 | 次代 マイケル・ホイーラー＝ブース |